# درخت گرسنه
درخت گرسنه (انگلیسی: Hungry Tree) درختی است در زمین‌های اطراف کینگز اینز دوبلین در جمهوری ایرلند. این درخت نمونه‌ای معمولی از چنار دورگه است که به‌خاطر بلعیدن بخشی از نیمکت چدنی پارکی که در آن قرار دارد، مشهور شده‌. این نیمکت در اوایل دهه ۱۸۰۰ نصب شده‌است. این درخت، باعث جذب توریست‌ها شده و تصویرهای زیادی از آن برداشته می‌شود. درخت‌های چنار به صورت گسترده‌ای در سده نوزدهم در دوبلین کاشته شدند. تخمین زده می‌شود که عمر این درخت بین ۸۰ تا ۱۲۰ سال باشد. طول این درخت ۲۱ متر و قطرش ۳٫۴۷ متر است.
از این درخت، تصویرهای زیادی برداشته شده است و تصویرش روی جلد کتاب راهنمای گردشگری با عنوان دوبلین اسرارآمیز - راهنمایی غیرمعمول و کتاب دوبلین (۱۹۸۱) اثر هنرمند ایرلندی، رابرت بالا منتشر شده‌است.

## کارزار محافظت
این درخت توسط شورای درختان ایرلند به عنوان یکی از درختان میراث ایرلند انتخاب شده است. این درخت برای ارزش آن به عنوان اثری کنجکاوی‌برانگیز و جاذبه‌ای توریستی، به جای سن و یا نادر بودنش، فهرست شده‌است.
در سال ۲۰۱۷ کیران کاف از اعضای حزب سبز ایرلند کارزاری را برای کسب قانونی برای حفظ این درخت آغاز کرد. کاف معتقد بود این درخت، شاهدی تاریخی و مانند یک جواهر پنهان است. درخواست او با این استدلال که درخت در منطقه‌ای قرار گرفته که از مزایای محافظت بناها و ساختمان‌ها برخوردار است، رد شد. پیشنهادی هم برای افزودن نیمکت به فهرستی برای حفاظت داده شد اما پذیرفته نشد چراکه ممکن بود شورا را در شرایطی قرار بدهد که مجبور شود درخت را قطع کرده و نیمکت را حفظ کند.